# 消防部門
消防部門，又稱消防隊、救火隊、消防局、消防署、消防處或消防廳等，是負責消防的部門，通常由該地的政府負責營運。消防處通常會在各分區設立消防局，負責指定地區的消防工作。非政府正職消防員組成的消防部門又稱為志願消防隊。

## 各地消防部门
- 国家综合性消防救援队伍：中华人民共和国应急管理部所属应急救援力量。
- 消防署：中華民國行政院內政部所屬機構
- 消防局：澳門特別行政區政府所屬機構
- 消防處：香港特别行政区政府所屬機構
- 消防拯救局（消拯局）：马来西亚地方政府发展部所屬機構
- 新加坡民防部隊
- 日本消防廳
  - 東京消防廳
- 韓國消防廳
  - 首爾特別市消防災難本部
- 紐約市消防局
- 梵蒂岡消防大隊